# Jonathan Banner
Pour les articles homonymes, voir John Banner (homonymie) et Banner.
Jonathan Banner, également nommé John Banner, né à Colmar, est un ingénieur et inventeur français.  
Il est le fondateur en 2014 de la société Sphere, une entreprise qui propose des réseaux sociaux éphémères à des organisateurs d'événements pour faciliter la mise en relation de participants entre eux. 

## Jeunesse et formation
Jonathan Banner est né le 5 juillet 1990 à Colmar,.
Après avoir obtenu un DUT génie des télécommunications et réseaux à l’IUT de Colmar, il intègre l'École centrale d'électronique et obtient le diplôme d'ingénieur en 2014 puis étudie à l’University of California Irvine, (où il est distingué par un « award »)[réf. nécessaire]
,.

## Création de la société Sphère
« Concepteur d’une technologie qui révolutionne la mise en réseau » : application pour smartphone, il crée en 2014 la société Sphère qui commercialise cette technologie qui permet la mise en relation des invités d’un même événement en fonction de leur profil. Elle intéresse de près la ville de Paris pour les Jeux Olympiques de 2024,,
Sphere compte parmi ses clients: Google, Paris 2024, CES Las Vegas, SNCF,, Positive Planet fondation Jacques Attali ou encore les Galeries Lafayette, le Palais omnisports de Paris-Bercy.
En 2018, il ouvre une filiale américaine, Widr Inc. basée à San Francisco. 

## Distinctions
En 2017, John Banner est reconnu « inventeur » par une double médaille d’or au concours Lépine  pour avoir créé le premier algorithme à base d'intelligence artificiellepermettant la mise en relation de personnes dans un réseau social éphémère.
En 2019, John Banner est classé par le magazine Forbes France comme l'une des personnalités « Under 30 ».

## Publications
- J'ai été réélu grâce à l'auteur de ce livre, Amazon publisher,  (ISBN 1-973-45286-3), 2017
- 2020, ce que nous réservent Netflix, Tesla, Amazon, Google…, Amazon publisher,  (ISBN 1-790-59947-4), 2018